# Xã Huston, Quận Clearfield, Pennsylvania
Xã Huston (tiếng Anh: Huston Township) là một xã thuộc quận Clearfield, tiểu bang Pennsylvania, Hoa Kỳ. Năm 2010, dân số của xã này là 1.433 người.